# Cornelia Frances
Cornelia Frances Zulver (Liverpool, 7 de abril de 1941-Sídney, 28 de mayo de 2018) fue una actriz anglo-australiana, principalmente conocida por haber interpretado a Bárbara Hamilton en la serie Sons and Daughters y a Morag Bellingham en la serie australiana Home and Away.

## Biografía
Cornelia tenía una hermana y un hermano. Era sobrina del director Michael Powell, prima del productor Kevin Powell y del actor Columba Powell.
Se casó con Michael Eastland el 12 de abril de 1969 con el que tuvo un hijo. Cornelia y Frances se divorciaron posteriormente.
En enero de 2018, Cornelia anunció que estaba luchando contra el cáncer de vejiga, el cual ya se había extendido hasta su cadera. Lamentablemente, el 28 de mayo del mismo año, Cornelia falleció a los 77 años a causa del cáncer.

## Carrera
Entre 1960 y 1961 obtuvo pequeños papeles en películas como Peeping Tom y The Queen's Guards; ambas fueron dirigidas por su tío Michael Powell.
Cornelia apareció como invitada en varias series, entre ellas: Tickled Pink, The Outsiders, King's Men, Matlock, Ryan, Silent Number, Boney, Division 4 y en Homicide donde interpretó a Julie Kurnow. 
De 1971 a 1972 interpretó a la sofisticada y solitaria modelo Cornelia Heyson en la serie Catwalk.
En 1975 obtuvo el papel principal en la película cómica The Box.
De 1976 a 1979 se volvió famosa por interpretar a la estricta y ácida hermana Grace Scott en la serie The Young Doctors.
En 1980 interpretó a Carmel Saunders en la serie Prisoner. Carmel era la abogada de Pat O'Connell.

### Home and Away
Su personaje se ha encargado de defender a muchos de los residentes de la serie, entre ellos Barry Hyde, Martha MacKenzie Holden, Jack Holden, Kim Hyde, Robbie Hunter, Ric Dalby, Brad Armstrong e Aden Jefferies y ha acusado a otros como Kane Phillips y Bridget Simmons. 
En 1988 interpretó por primera vez a la dura abogada Morag Bellingham en la exitosa serie australiana Home and Away. Morag es hermana del encantador residente de Bay, Alf Stewart. Poco después de su llegada Morag se fue por primera vez de la bahía para regresar a la ciudad.
Poco después se descubrió que Morag era la verdadera madre de Bobby, cuando Bobby murió en 1993 Morag regresó para tratar de obtener la custodia del hijo adoptivo de Bobby, Sam.
Desde 2001 Cornelia empezó a aparecer con más frecuencia en la serie. En mayo de 2006 Cornelia se fue durante tres semanas luego de que su personaje dejara la bahía por segunda vez para aclarar su mente después de haber sido acusada de obstruir una investigación policiaca.
A comienzos de 2007 Morag se fue de Bay para trabajar en un caso importante como magistrada. En febrero del mismo año Morag regresó para ayudar a su sobrino Ric Dalby, después de que fuera acusado erróneamente del asesinato de Rocco Cooper, cuando se descubrió al verdadero asesino y Ric fue liberado Morag se fue otra vez. Después de estar siete meses lejos Morag regresa el día de la boda de Sally Fletcher y Brad Armstrong, la cual nunca se realizó. 
En 2008 regresó durante seis meses a la serie sin embargo volvió a irse para que su nuevo esposo Ross Buckton recibiera un tratamiento adecuado luego de haber sido diagnosticado con Alzheimer.
Cornelia regresó de nuevo en 2009 luego de que su personaje regresara a Bay para apoyar a su sobrina Martha MacKenzie Holden, quien había perdido a su esposo Jack Holden, sin embargo poco después se fue de nuevo.
En 2010 se reveló que Cornelia regresaría a la serie el 25 de octubre del mismo año para interpretar de nuevo a Morag. El 24 de enero de 2011 Cornelia apareció de nuevo en la serie interpretando a Morag, esta vez regresó a la bahía para defender a su hermano Alf, quien había sido acusado de asesinar a Penn Graham.
En abril de 2011 se anunció que Cornelia se iría de nuevo de la serie, su última aparición fue el 29 de julio del mismo año.
El 25 de enero de 2012 regresó brevemente a la serie para asistir al funeral de Charlie Buckton y ese mismo día se fue. Ese mismo año en marzo del mismo año regresó para ayudar a Sid Walker cuya hija Sasha Bezmel está acusada del asesinato de su agresivo exnovio Stu Henderson, poco después defendió a Ruby Buckton cuando esta fue acusada de contrabandear drogas, su última aparición fue el 17 de abril del mismo año. Cornelia regresó a la serie en noviembre del mismo año para asistir a la boda de su sobrina Ruth y se fue nuevamente el 24 de enero de 2013 con su media hermana Colleen. En 2016 regresó nuevamente a la serie y en 2017 siendo su última aparición el 27 de abril del mismo año después de ayudar a John Palmer en su juicio.

## Filmografía

### Series de televisión
| Año                              | Serie              | Personaje            | Notas                               |
| -------------------------------- | ------------------ | -------------------- | ----------------------------------- |
| 1988-2009, 2010-2013, 2016, 2017 | Home and Away      | Morag Bellingham     | 481 episodios.                      |
| 2008                             | Milly, Molly       | Tía Maude            | TV Serie.                           |
| 2002-2003                        | Always Greener     | Janet Frawley        | 3 episodios.                        |
| 1997                             | Magic Mountain     | Tortoise             | Prestó su voz para el personaje.    |
| 1995                             | The Ferals         | Maestra              | Episodio "School's Out".            |
| 1987                             | Jackal and Hide    | Madame Zentha        | TV Serie.                           |
| 1982-1986                        | Sons and Daughters | Bárbara Hamilton     | 717 episodios.                      |
| 1980-1982                        | Kingswood Country  | Doctora              | 3 episodios.                        |
| 1982                             | Runaway Island     | Agatha McLeod        | TV Serie.                           |
| 1981                             | Punishment         | Cathy Wells          | TV Serie.                           |
| 1981                             | Bellamy            | Aretha               | Episodio "The Bank You Can Trust".  |
| 1980                             | Prisioner          | Carmel Saunders      | 4 episodios.                        |
| -                                | Skyways            | Susan Winters        | 2 episodios.                        |
| 1976-1979                        | The Young Doctors  | Hermana Matron Scott | 14 episodios.                       |
| 1978                             | Tickled Pink       | Joan Jefferson       | Episodio "Neutral Ground".          |
| 1977                             | The Outsiders      | Mrs. Foster          | Episodio "Opal Strike".             |
| 1976                             | King's Men         | -                    | Episodio "The Butcher".             |
| 1974-1976                        | Homicide           | Julie Kurnow         | 4 episodios.                        |
| 1976                             | The Lost Islands   | Elizabeth Quinn      | 6 episodios.                        |
| 1974-1975                        | Matlock Police     | Bárbara Anderson     | 2 episodios.                        |
| 1974-1975                        | Division 4         | Ángela Ward          | 2 episodios.                        |
| 1974                             | Silent Number      | Ivy                  | Episodio "Contingency Plan".        |
| 1973                             | Ryan               | Amelia               | Episodio "Nobody's Perfect".        |
| 1973                             | Boney              | Stella Borredale     | Episodio "Boney and the Strangler". |
| 1971-1972                        | Catwalk            | Cornelia Heyson      | 14 episodios.                       |
| 1970                             | Dynasty            | Georgina Clausen     | 2 episodios.                        |

### Películas
| Año  | Título                  | Personaje             | Notas                                                                                    |
| ---- | ----------------------- | --------------------- | ---------------------------------------------------------------------------------------- |
| 2003 | Ned                     | Tina                  | Junto a Michala Banas y Josef Ber.                                                       |
| 1991 | Pirates Island          | Capitán Blackheart    | Junto a John Jarratt, Les Hill, Matt Doran, Beth Buchanan y Sancho Gracia.               |
| 1989 | Minnamurra              | Caroline Richards     | Junto a Jeff Fahey, Tushka Bergen, Steven Vidler y Drew Forsythe.                        |
| 1988 | Return to Snowy River   | Mrs. Darcy            | Junto a Peter Cummins y Tony Barry.                                                      |
| 1987 | Future Past             | Madre                 | -                                                                                        |
| 1982 | Outbreak of Hostilities | Miriam                | -                                                                                        |
| 1981 | Run Rebecca, Run!       | Miembro del Southdown | Junto a Simone Buchanan, Henri Szeps, John Stanton, John Ewart y Ron Haddrick.           |
| 1980 | A Wild Ass of a Man     | Sibella Wolfenden     | Junto a Max Gillies, Carrillo Gantner y Jeremy Kewley.                                   |
| 1977 | All at Sea              | Miss Swallow          | Junto a Joy Chambers.                                                                    |
| 1976 | Murcheson Creek         | -                     | -                                                                                        |
| 1975 | The Box                 | Doctora S. M. Winter  | -                                                                                        |
| 1975 | The Last Rites          | -                     | -                                                                                        |
| 1974 | Essington               | -                     | Junto a Jacqueline Kott, Sandra McGregor, Chris Haywood, Melissa Jaffer y Drew Forsythe. |
| 1961 | The Queen's Guards      | Novia del Oficial     | -                                                                                        |
| 1960 | Peeping Tom             | Joven en el Estudio   | -                                                                                        |

### Apariciones
| Año       | Serie               | Notas                                                                                        |
| --------- | ------------------- | -------------------------------------------------------------------------------------------- |
| 2003      | Burke's Backyard    | Celebrity Gardener - Episodio del 18 de abril.                                               |
| 2001-2002 | The Weakest Link    | Presentadora - 5 episodios.                                                                  |
| 1995      | Sale of the Century | Young Doctors Contestant - episodio "The Sullivans, Prisoner and the Young Doctors Special". |

### Teatro
| Año  | Obra              | Personaje | Director (a)   | Teatro              | Notas                                                                                            |
| ---- | ----------------- | --------- | -------------- | ------------------- | ------------------------------------------------------------------------------------------------ |
| 2010 | Calendar Girls    | -         | Tim Firth      | Comedy Theatre      | junto a Lorraine Bayly, Rhonda Burchmore y Jean Kittson                                          |
| 2005 | Love Letters      | -         | John Clark     | Parade Theatre      | junto a Steve Bisley, Justine Clarke, Marcus Graham, Noni Hazlehurst, Georgie Parker y John Wood |
| 1994 | Steaming          | -         | Gary Down      | Alexander Theatre   | junto a Shayne Foote, Elspeth MacTavish y Ingrid Menge                                           |
| 1987 | A Lie of the Mind | -         | Jim Sharman    | Belvoir St. Theatre | junto a Steve Bisley, Anne Byron, Simón Chilvers y Katrina Foster                                |
| 1975 | No Mans Land      | -         | Kenneth Horler | -                   | junto a Elizabeth Chance, Elisabeth Crosby y Barry Hill                                          |